# Korítsia gia filima
Korítsa gia filima (grec: Κορίτσια για φίλημα) és una pel·lícula grega dirigida per Iannis Dalianidis i estrenada el 1965. La pel·lícula va vendre 619.236 entrades en la seva estrena exclusiva.
"Korítsa gia filima" va ser la primera pel·lícula grega que es va rodar i projectar en estèreo, encara que en el moment de la seva estrena només el cinema Attikón d'Atenes n'hi havia equipat.

## Argument
Rena Eleftheriou (Rena Vlachopoulou), gerent d'una agència de viatges de Nova York, ve a passar les seves vacances a Grècia amb la seva neboda Jenny (Zoi Laskari) i el grecoamericà Jim Pappas (Giannis Vogiatzis). Decideix ajudar econòmicament el seu germà a finançar l'explotació d'una font mineral descoberta a la propietat de la seva dona. A Rodes, on busca finançament, la Rena coneix un empresari, Petros Ramoglou (Giorgos Gavriilidis). L'Andreas, el seu fill, i el Kostas, un dels seus amics, intenten seduir la Jenny fent-se passar l'un a l'altre: Kostas per al ric Andreas i Andreas per al pobre Kostas. Arriba la Martha,  actriu i promesa d'Andreas. Andreas i Jenny fugen a Hydra. La Martha els segueix i revela la veritat a Jenny. Res a fer. Jenny es queda amb Andreas. La Martha es consola amb Paul, el director de la pel·lícula que protagonitza. La Rena obté els fons per al seu germà i cedeix als avenços de Jim Pappas.

## Repartiment
- Zoe Laskari
- Rena Vlachopoulou
- Martha Karagianni
- Chloe Liaskou
- Kostas Voutsas
- Andreas Douzos
- Giannis Vogiatzis
- Alekos Tzanetakos
- Giorgos Gavriilidis
- Periklis Hristoforidis